# 10885 Horimasato
10885 Horimasato eller 1996 VE9 är en asteroid i huvudbältet som upptäcktes den 7 november 1996 av de båda japanska astronomerna Kazuro Watanabe och Kin Endate vid Kitami-observatoriet. Den är uppkallad efter Masato Hori.
Asteroiden har en diameter på ungefär 11 kilometer och den tillhör asteroidgruppen Eos.